# Lima Corporate
Lima Corporate spa es una compañía multinacional italiana de ortopedia y traumatología. Fundada en 1945, Lima Corporate se ha especializado en el campo médico de los implantes y las prótesis para la rodilla, la cadera o el hombro. Además es especialista en pequeñas artroplastias. La gama ortopédica de Lima incluye los implantes con tecnología de titanio Trabecular, unos implantes compuestos de titanio en polvo producidos a través de choques de electrones.

## Historia
Lima Corporate fue fundada en 1945 por Carlo Leopoldo Lualdi en la localidad de Villanova di San Daniele (Udine), Italia, donde tiene su sede.
La empresa inició su negocio tras la Segunda Guerra Mundial. En un primer momento, se construían componentes mecánicos, incluso se llegaron a fabricar componentes mecánicos para la industria aeronáutica y automotriz. Hacia 1980, la actividad principal se desarrolló en la fabricación de dispositivos médicos, como titanio, específicamente para las prótesis ortopédicas. En la década de 1990, Lima Corporate siguió centrándose en el mercado de dispositivos médicos con el objetivo de ampliar su presencia a nivel mundial. En el año 2000 la compañía decidió especializarse exclusivamente en la producción de implantes ortopédicos.
En marzo de 2016, EQT Partners, a través de un fondo de inversión, adquirió la compañía italiana Lima Corporate, una vez que la compañía Ardian dejó clara su voluntad de desinvertir en la sociedad.

## Marcas y filiales
Lima Corporate tiene 18 filiales en todo el mundo junto a sus instalaciones de producción en Italia y la República de San Marino. Hit Medica srl, especializada en productos para cirugía, ortopedia y traumatología de pies y manos, se unió a Lima Corporate en 2008.
De Lima es también el hombro modular SMR, líder del mercado en Australia, y el Delta Acetabular Cup system (que incluye otras marcas como Delta PF, Delta Fins, Delta TT, Delta One y Delta Revision), un sistema completamente modular por el que el cirujano puede implantar distintas líneas, materiales o complementos.